# Prva slovenska nogometna liga 2023-2024
La Prva slovenska nogometna liga 2023-2024 (in lingua italiana: Primo campionato calcistico sloveno 2023-2024), detta anche Prva liga Telemach Slovenije 2023-2024 per motivi di sponsorizzazione, abbreviata in 1. SNL 2023-2024, è stata la trentatreesima edizione della massima serie del campionato di calcio sloveno, disputata tra il 22 luglio 2023 e il 19 maggio 2024. L'Olimpia Lubiana era la squadra campione in carica. Il Celje si è laureata campione in questa stagione per la seconda volta nella propria storia.

## Stagione

### Novità
Al termine della stagione precedente sono stati retrocessi in 2. SNL il Gorica dopo aver perso lo spareggio promozione/retrocessione, e il Tabor Sežana, mentre dalla 2. SNL sono stati promossi il Rogaška e l'Aluminij, vincitore dello spareggio promozione/retrocessione.

### Formula
Le 10 squadre partecipanti disputano un doppio girone di andata e ritorno per un totale di 36 partite. Al termine della stagione la squadra campione sarà ammessa al primo turno di qualificazione della UEFA Champions League 2024-2025. Le squadre classificate al secondo e terzo posto sono ammesse al primo turno di qualificazione della UEFA Conference League 2024-2025, mentre la vincitrice della coppa nazionale al primo turno di qualificazione  della UEFA Europa League 2024-2025. La penultima classificata disputa uno spareggio promozione-retrocessione contro la seconda classificata della 2. SNL 2023-2024 mentre l'ultima classificata retrocede direttamente in 2. SNL 2024-2025.

## Squadre partecipanti
| Club            | Città           | Stadio                         | Stagione precedente  |
| --------------- | --------------- | ------------------------------ | -------------------- |
| Aluminij        | Kidričevo       | Športni park Aluminij          | 2º posto in 2. SNL   |
| Bravo           | Lubiana         | Športni park Ljubljana         | 8º posto in 1. SNL   |
| Celje           | Celje           | Stadio Z'dežele                | 2º posto in 1. SNL   |
| Domžale         | Domžale         | Športni park Domžale           | 4º posto in 1. SNL   |
| Koper           | Capodistria     | Stadio Bonifika                | 6º posto in 1. SNL   |
| Maribor         | Maribor         | Stadion Ljudski vrt            | 3º posto in 1. SNL   |
| NŠ Mura         | Murska Sobota   | Stadio Fazanerija              | 5º posto in 1. SNL   |
| Olimpia Lubiana | Lubiana         | Stadio Stožice                 | Campione di Slovenia |
| Radomlje        | Domžale         | Športni park Domžale           | 7º posto in 1. SNL   |
| Rogaška         | Rogaška Slatina | Športni center Rogaška Slatina | 1º posto in 2. SNL   |

## Allenatori e primatisti
| Squadra         | Allenatore | Calciatore più presente             | Cannoniere           |
| --------------- | --- | ----------------------------------- | -------------------- |
| Aluminij        | Robert Pevnik                                                                                                 | Gasper Jovan (35)                   | Tin Matić (6)        |
| Bravo           | Aleš Arnol | Matija Orbanić (36)                 | Matej Poplatnik (11) |
| Celje           | Albert Riera (1ª-12ª) Damir Krznar (13ª-36ª)                                                                  | Žan Karničnik, Mark Zabukovnik (34) | Aljoša Matko (18)    |
| Domžale         | Simon Rožman (1ª-2ª) Dušan Kosič (3ª-28ª) Matej Podlogar (29ª-36ª)                                            | Luka Topalović (35)                 | Jošt Pišek (9)       |
| Koper           | Zoran Zeljkovič (1ª-12ª) Safet Hadžić (13ª-20ª) Aleksandar Radosavljevič (21ª-28ª) Oliver Bogatinov (29ª-36ª) | Mark Pabai (31)                     | Timothé Nkada (9)    |
| Maribor         | Damir Krznar (1ª-11ª) Ante Šimundža (12ª-36ª)                                                                 | Jan Repas (34)                      | Arnel Jakupović (17) |
| NŠ Mura         | Dejan Grabić (1ª-4ª) Vladimir Vermezović (5ª-21ª) Anton Žlogar (22ª-36ª)                                      | Amadej Maroša (35)                  | Amadej Maroša (10)   |
| Olimpia Lubiana | João Henriques (1ª-12ª) Zoran Zeljković (13ª-34ª) Goran Boromisa (35ª-36ª)                                    | Marcel Ratnik (34)                  | Rui Pedro (10)       |
| Radomlje        | Oliver Bogatinov (1ª-28ª) Darjan Slavic (29ª-36ª)                                                             | Stipo Marković (35)                 | Madžid Šošić (9)     |
| Rogaška         | Oskar Drobne                                                                                                  | Alen Korošec (34)                   | Patrik Mijić (11)    |

## Classifica
Aggiornata al 19 maggio 2024
|                     | Pos. | Squadra         | Pt | G  | V  | N  | P  | GF | GS | DR  |
| ------------------- | ---- | --------------- | -- | -- | -- | -- | -- | -- | -- | --- |
| Slovenia (bandiera) | 1.   | Celje           | 79 | 36 | 24 | 7  | 5  | 75 | 34 | +41 |
|                     | 2.   | Maribor         | 67 | 36 | 19 | 10 | 7  | 67 | 35 | +32 |
|                     | 3.   | Olimpia Lubiana | 64 | 36 | 18 | 10 | 8  | 69 | 44 | +25 |
|                     | 4.   | Bravo           | 50 | 36 | 12 | 14 | 10 | 42 | 42 | 0   |
|                     | 5.   | Koper           | 48 | 36 | 12 | 12 | 12 | 51 | 49 | +2  |
|                     | 6.   | Domžale         | 43 | 36 | 13 | 4  | 19 | 52 | 60 | -8  |
|                     | 7.   | NŠ Mura         | 43 | 36 | 11 | 10 | 15 | 42 | 55 | −13 |
| [ 4 ]               | 8.   | Rogaška         | 36 | 36 | 10 | 6  | 20 | 37 | 64 | −27 |
|                     | 9.   | Radomlje        | 33 | 36 | 7  | 12 | 17 | 33 | 51 | −18 |
|                     | 10.  | Aluminij        | 31 | 36 | 8  | 7  | 21 | 37 | 71 | −34 |

Legenda:
      Campione di Slovenia e ammessa alla UEFA Champions League 2024-2025
      Ammessa alla UEFA Europa League 2024-2025
      Ammesse alla UEFA Conference League 2024-2025
 Ammessa allo spareggio promozione-retrocessione
      Retrocesse in 2. SNL 2024-2025
Note:
Tre punti a vittoria, uno a pareggio, zero a sconfitta.
La classifica viene stilata secondo i seguenti criteri:
- Punti conquistati
- Punti conquistati negli scontri diretti
- Differenza reti negli scontri diretti
- Reti realizzate negli scontri diretti
- Differenza reti generale
- Reti totali realizzate

## Risultati

### Tabellone

#### Prima fase
|                 | Alu  | Bra  | Cel  | Dom  | Kop  | Mar  | Mur  | Oli  | Rad  | Rog  |
| --------------- | ---- | ---- | ---- | ---- | ---- | ---- | ---- | ---- | ---- | ---- |
| Aluminij        | –––– | 1-1  | 2-2  | 0-5  | 3-2  | 1-0  | 0-1  | 4-5  | 0-2  | 1-2  |
| Bravo           | 2-0  | –––– | 0-2  | 3-2  | 0-3  | 2-1  | 2-0  | 4-2  | 0-2  | 2-0  |
| Celje           | 1-3  | 2-1  | –––– | 3-1  | 2-0  | 2-0  | 5-0  | 0-1  | 1-0  | 2-0  |
| Domžale         | 2-1  | 1-1  | 1-2  | –––– | 1-2  | 1-2  | 0-2  | 0-2  | 3-0  | 3-0  |
| Koper           | 4-1  | 1-1  | 1-1  | 0-1  | –––– | 3-3  | 1-3  | 2-1  | 1-0  | 3-0  |
| Maribor         | 1-0  | 2-1  | 0-1  | 1-1  | 0-1  | –––– | 3-1  | 3-1  | 3-1  | 2-1  |
| NŠ Mura         | 1-0  | 1-1  | 0-2  | 2-3  | 2-2  | 0-0  | –––– | 1-3  | 0-2  | 3-1  |
| Olimpia Lubiana | 0-0  | 1-1  | 2-4  | 2-1  | 1-1  | 2-1  | 1-0  | –––– | 1-1  | 5-0  |
| Radomlje        | 0-2  | 1-2  | 0-4  | 3-1  | 1-1  | 0-4  | 1-1  | 0-2  | –––– | 1-3  |
| Rogaška         | 0-1  | 2-0  | 0-4  | 1-2  | 0-1  | 2-2  | 0-2  | 0-2  | 1-1  | –––– |

#### Seconda fase
|                 | Alu  | Bra  | Cel  | Dom  | Kop  | Mar  | Mur  | Oli  | Rad  | Rog  |
| --------------- | ---- | ---- | ---- | ---- | ---- | ---- | ---- | ---- | ---- | ---- |
| Aluminij        | –––– | 1-1  | 1-3  | 1-3  | 1-2  | 0-2  | 2-0  | 0-4  | 1-1  | 0-1  |
| Bravo           | 0-0  | –––– | 0-0  | 1-3  | 0-0  | 1-1  | 1-1  | 1-1  | 1-1  | 3-2  |
| Celje           | 2-2  | 2-1  | –––– | 2-3  | 2-1  | 1-1  | 4-1  | 1-0  | 2-1  | 4-1  |
| Domžale         | 2-0  | 1-3  | 2-1  | –––– | 1-0  | 1-1  | 3-5  | 1-3  | 1-1  | 0-1  |
| Koper           | 2-1  | 0-0  | 1-3  | 3-1  | –––– | 1-1  | 2-1  | 2-4  | 0-1  | 1-2  |
| Maribor         | 7-0  | 2-1  | 3-1  | 3-0  | 3-1  | –––– | 5-0  | 2-1  | 1-0  | 3-0  |
| NŠ Mura         | 3-1  | 1-2  | 1-3  | 1-0  | 1-1  | 3-0  | –––– | 1-1  | 0-0  | 1-2  |
| Olimpia Lubiana | 5-0  | 0-1  | 1-1  | 1-0  | 3-2  | 1-2  | 0-0  | –––– | 2-2  | 2-2  |
| Radomlje        | 1-2  | 0-1  | 1-1  | 2-0  | 1-1  | 2-2  | 1-2  | 1-3  | –––– | 1-0  |
| Rogaška         | 1-4  | 2-0  | 1-2  | 4-1  | 2-2  | 0-0  | 0-0  | 2-3  | 1-0  | –––– |

## Spareggio promozione-retrocessione
Lo spareggio si sarebbe dovuto giocare tra la 9ª classificata in 1. SNL, il Radomlje e la 2ª classificata in 2. SNL, il Nafta 1903. Tuttavia, la Federcalcio slovena ha annullato gli spareggi il 22 maggio 2024, poiché il Rogaška, che è arrivata 8ª in 1. SNL, non ha ottenuto la licenza per la competizione per cui è dovuta retrocedere.
|            | Risultati |            | Luogo e data            |
| ---------- | --------- | ---------- | ----------------------- |
| Nafta 1903 | annullata | Radomlje   | Lendava, 23 maggio 2024 |
| Radomlje   | annullata | Nafta 1903 | Domžale, 26 maggio 2024 |
|            |           |            |                         |

## Statistiche

### Classifica marcatori
| Gol |  |  | Giocatore       | Squadra         |
| --- |  |  | --------------- | --------------- |
| 18  |  |  | Aljoša Matko    | Celje           |
| 17  |  |  | Arnel Jakupović | Maribor         |
| 15  |  |  | Hillal Soudani  | Maribor         |
| 11  |  |  | Patrik Mijić    | Rogaška         |
| 11  |  |  | Matej Poplatnik | Bravo           |
| 10  |  |  | Amadej Maroša   | Mura            |
| 10  |  |  | Rui Pedro       | Olimpia Lubiana |
| 9   |  |  | Raul Florucz    | Olimpia Lubiana |
| 9   |  |  | Timothé Nkada   | Koper           |
| 9   |  |  | Jošt Pišek      | Domžale         |
| 9   |  |  | Madžid Šošić    | Radomlje        |